# Mesoniscus alpicolus
Mesoniscus alpicolus là một loài chân đều trong họ Mesoniscidae. Loài này được Heller miêu tả khoa học năm 1858.

## Hình ảnh

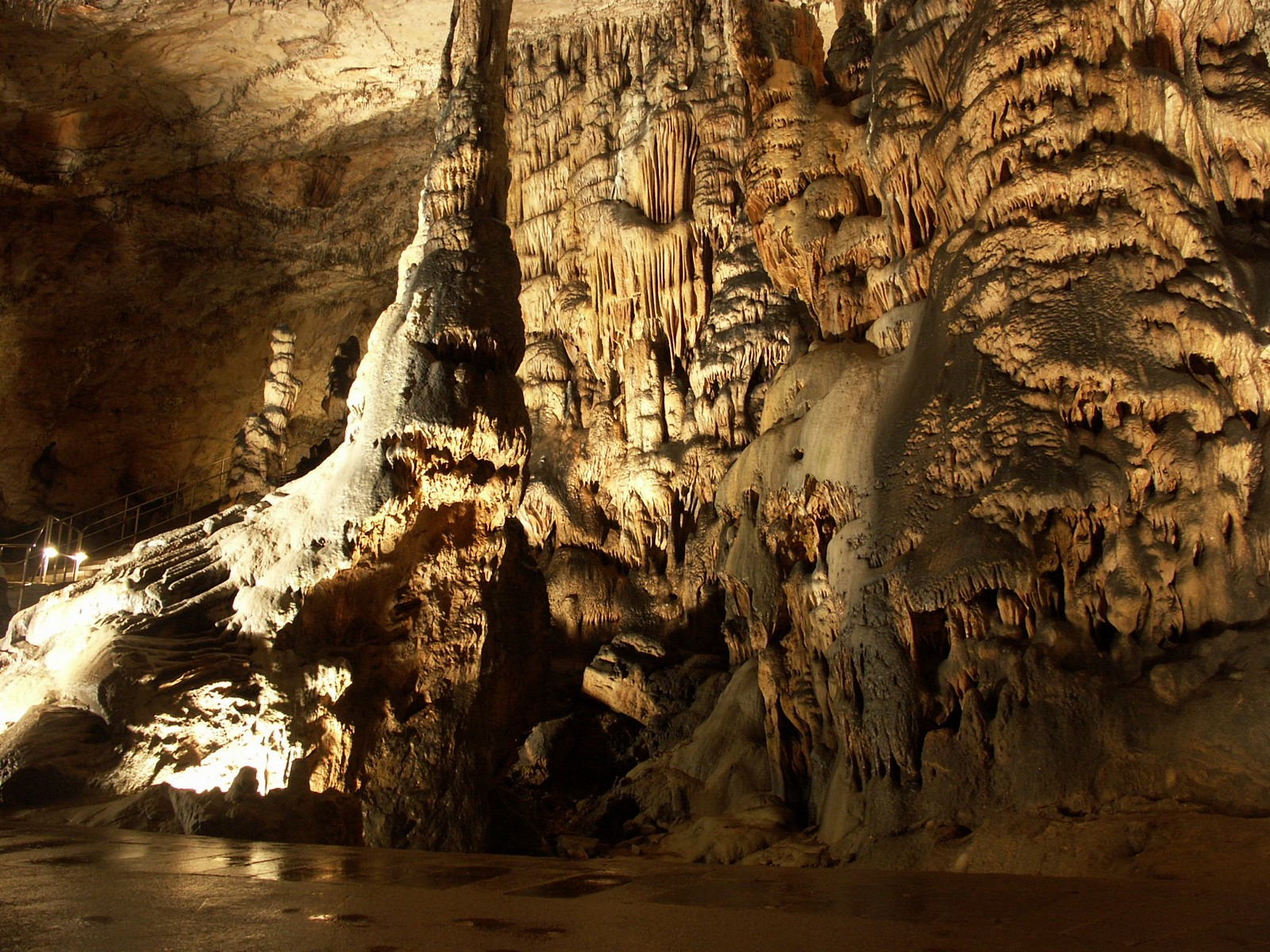